# Мюррей, Дэвид Лесли
Дэвид Лесли Мюррей (англ. David Leslie Murray, 1888[…], Лондон — 1962[…]) — британский писатель и редактор The Times Literary Supplement с 1938 по 1945 год. 

## Биография
Мюррей родился в Лондоне 5 февраля 1888 года. Он получил образование в школе Харроу и колледже Баллиол в Оксфорде. Мюррей сначала занимался актёрской карьерой, а затем в 1920 году присоединился к штату The Times Literary Supplement. В 1962 году Мюррей покончил жизнь самоубийством, приняв яд.

## Книги
- Pragmatism (1912)
- Scenes and Silhouettes (1926)
- Disraeli (1927)
- Trumpeter, Sound! (1934)
- Regency: A Quadruple Portrait (1936)
- Enter Three Witches (1942)
- Folly Bridge: a romantic tale (1945)